# 김진수 (야구 선수)
김진수(1998년 8월 31일 ~ )는 KBO 리그 LG 트윈스의 투수이다.

## LG 트윈스시절
2021년에 입단하였다. 2021년 4월 25일 한화 이글스와의 경기에 구원 등판하며 데뷔 첫 경기를 치렀고, 경기에서 1이닝 무실점을 기록했다.

## 가족관계
- 배우자 : 조소영 (2024년 12월 7일 결혼예정)

## 출신 학교
- 이세초등학교
- 군산중학교
- 군산상업고등학교
- 중앙대학교